# WINTER LOUNGE
『WINTER LOUNGE』（ウインター・ラウンジ）は、杉真理を中心としたCBS・ソニー所属アーティストによる期間限定グループ、Pops All Stars名義のアルバム。

## 背景
発売当時、CBS・ソニーのディレクターであった須藤晃と杉真理により本作の企画および制作が進行され、杉と縁のあるCBS・ソニー所属のミュージシャンが多数参加している。
Pops All Stars名義の作品は、本作発売の翌1987年にシングル「Holiday Company」、アルバム『SUMMER LOUNGE』が発売されている。
なお、1988年にはEPIC・ソニーにて大沢誉志幸が中心となり、同レコード会社所属アーティストによるクリスマス・アルバムとシングル『Dance To Chiristmas』が発売されている。

## 録音・制作
杉の他に参加したミュージシャンは、PSY・S、松浦雅也、楠瀬誠志郎、南佳孝、須藤薫、ハイ・ファイ・セット、The Dreamers（杉のバックバンド）である。
このグループでアルバムに先駆けて11月21日にリリースした先行シングル「Yellow Christmas」のみ、スペシャルゲストとして杉と同じディレクターとレコード制作をしていた浜田省吾、所属レコード会社が異なるEPO、安部恭弘、飯島真理が参加している。この楽曲のみミュージック・ビデオが制作され、浜田も出演している。
2002年の再発の際はミュージック・ビデオ入りのDVDとの2枚組で初回限定盤として発売された。

## リリース
- 1986年11月28日 - 初盤
- 2002年11月20日 - CD+DVD[1][2]とCD[3][4]の2形態で発売。
- 2008年11月19日 - 紙ジャケット仕様CD[5][6]でボーナス・トラック5曲追加収録。このメンバーにてたった一度だけ行われたライブ音源を収録。

## 1986年初盤・2002年再発通常盤
1. WINTER LOUNGE (INSTRUMENTAL)（0:36）
  - 演奏：松浦雅也
  - 作曲・編曲：松浦雅也
2. Yellow Christmas（4:02）
  - 歌：ALL STARS
  - 作詞・作曲：杉真理　編曲：松浦雅也
3. LONELY DECEMBER（3:26）
  - 歌：須藤薫
  - 作詞：田口俊　作曲：杉真理　編曲：京田誠一
4. Christmas in the air（3:55）
  - 歌：PSY・S
  - 作詞：安則まみ　作曲・編曲：松浦雅也
5. かってなバイブル（3:50）
  - 歌：ハイ・ファイ・セット
  - 作詞：小泉亮　作曲：杉真理　編曲：国吉良一
6. Wonderful Christmas（4:33）
  - 歌：The Dreamers
  - 作詞：田口俊　作曲：杉真理　編曲：The Dreamers
7. 再会 (AGAIN)（3:58）
  - 歌：南佳孝
  - 作詞：松本隆　作曲：南佳孝　編曲：佐藤博
8. Party's over（3:41）
  - 歌：楠瀬誠志郎
  - 作詞・作曲・編曲：楠瀬誠志郎
9. 最後のメリー・クリスマス（4:12）
  - 歌：杉真理
  - 作詞・作曲・編曲：杉真理
10. KISS, KISS, BANG! BANG!（4:15）
  - 歌：PIZZICATO V
  - 作詞・作曲：小西康陽　編曲：PIZZICATO V
11. WINTER LOUNGE (Reprise)(INSTRUMENTAL)（0:41）
  - 演奏：松浦雅也
  - 作曲・編曲：松浦雅也
12. くつ下の中の僕（6:07）
  - 歌：ALL STARS
  - 作詞・作曲・編曲：杉真理

## 2002年再発初回限定盤

### Disc.1
1. WINTER LOUNGE (INSTRUMENTAL)
2. Yellow Christmas
3. LONELY DECEMBER
4. Christmas in the air
5. かってなバイブル
6. Wonderful Christmas
7. 再会 (AGAIN)
8. Party's over
9. 最後のメリー・クリスマス
10. KISS, KISS, BANG! BANG!
11. WINTER LOUNGE (Reprise) (INSTRUMENTAL)
12. くつ下の中の僕

### Disc.2
1. Yellow Christmas（ミュージック・ビデオ）

## 2008年再発盤
1. WINTER LOUNGE (INSTRUMENTAL)
2. Yellow Christmas
3. LONELY DECEMBER
4. Christmas in the air
5. かってなバイブル
6. Wonderful Christmas
7. 再会 (AGAIN)
8. Party's over
9. 最後のメリー・クリスマス
10. KISS, KISS, BANG! BANG!
11. WINTER LOUNGE (Reprise) (INSTRUMENTAL)
12. くつ下の中の僕
13. くつ下の中の僕 [Bonus Tracks]（4:17）
  - 歌：杉真理
  - 作詞・作曲・編曲：杉真理（4:17）
14. かってなバイブル (Live Version) [Bonus Tracks]（3:44）
  - 歌：須藤薫・谷口守
  - 作詞：小泉亮　作曲：杉真理　編曲：杉真理・Chili Dogs
15. LONELY DECEMBER (Live Version) [Bonus Tracks]（3:28）
  - 歌：須藤薫
  - 作詞：田口俊　作曲：杉真理　編曲：杉真理・Chili Dogs
16. 最後のメリー・クリスマス (Live Version) [Bonus Tracks]（4:11）
  - 歌：杉真理
  - 作詞・作曲：杉真理　編曲：杉真理・The Dreamers
17. Party's over (Live Version) [Bonus Tracks]（4:04）
  - 歌：楠瀬誠志郎
  - 作詞・作曲：楠瀬誠志郎　編曲：杉真理・Chili Dogs